# New Harmony (Indiana)
New Harmony é uma cidade  localizada no estado americano de Indiana, no Condado de Posey.

## Demografia
Segundo o censo americano de 2000, a sua população era de 916 habitantes.
Em 2006, foi estimada uma população de 884, um decréscimo de 32 (-3.5%).

## Geografia
De acordo com o United States Census Bureau tem uma área de
1,6 km², dos quais 1,6 km² cobertos por terra e 0,0 km² cobertos por água. New Harmony localiza-se a aproximadamente 116 m acima do nível do mar.

## Localidades na vizinhança
O diagrama seguinte representa as localidades num raio de 16 km ao redor de New Harmony.